# Keep the Village Alive
Keep the Village Alive è il nono album discografico in studio del gruppo musicale alternative rock gallese Stereophonics, pubblicato l'11 settembre 2015.
Prodotto dal leader del gruppo Kelly Jones con Jim Lowe, è il primo album in cui alla batteria figura Jamie Morrison, che si unì al gruppo durante la produzione dell'album Graffiti on the Train nel 2012.
Il disco è salito in vetta alla Official Albums Chart.

## Tracce
Testi di Kelly Jones.
1. C'est la Vie – 3:41
2. White Lies – 3:57
3. Sing Little Sister – 3:27
4. I Wanna Get Lost with You – 3:50
5. Song for the Summer – 2:56
6. Fight or Flight – 3:42
7. My Hero – 3:48
8. Sunny – 4:20
9. Into the World – 4:04
10. Mr and Mrs Smith – 6:50

## Gruppo
- Kelly Jones - voce, chitarra, tastiere
- Richard Jones - basso
- Adam Zindani - chitarra, cori
- Jamie Morrison - batteria

## Classifiche
- Official Albums Chart -